# Visterniceni, Bârzula
Visterniceni (în ucraineană Вестерничани, transliterat: Vesternîceanî) este un sat în comuna Cuialnic din raionul Bârzula, regiunea Odesa, Ucraina.

## Demografie
Componența lingvistică a localității Visterniceni
     Ucraineană (86,45%)
     Rusă (9,96%)
     Română (3,32%)
     Alte limbi (0,27%)
Conform recensământului din 2001, majoritatea populației localității Visterniceni era vorbitoare de ucraineană (86,45%), existând în minoritate și vorbitori de rusă (9,96%) și română (3,32%).